# サラ・ローレンス大学

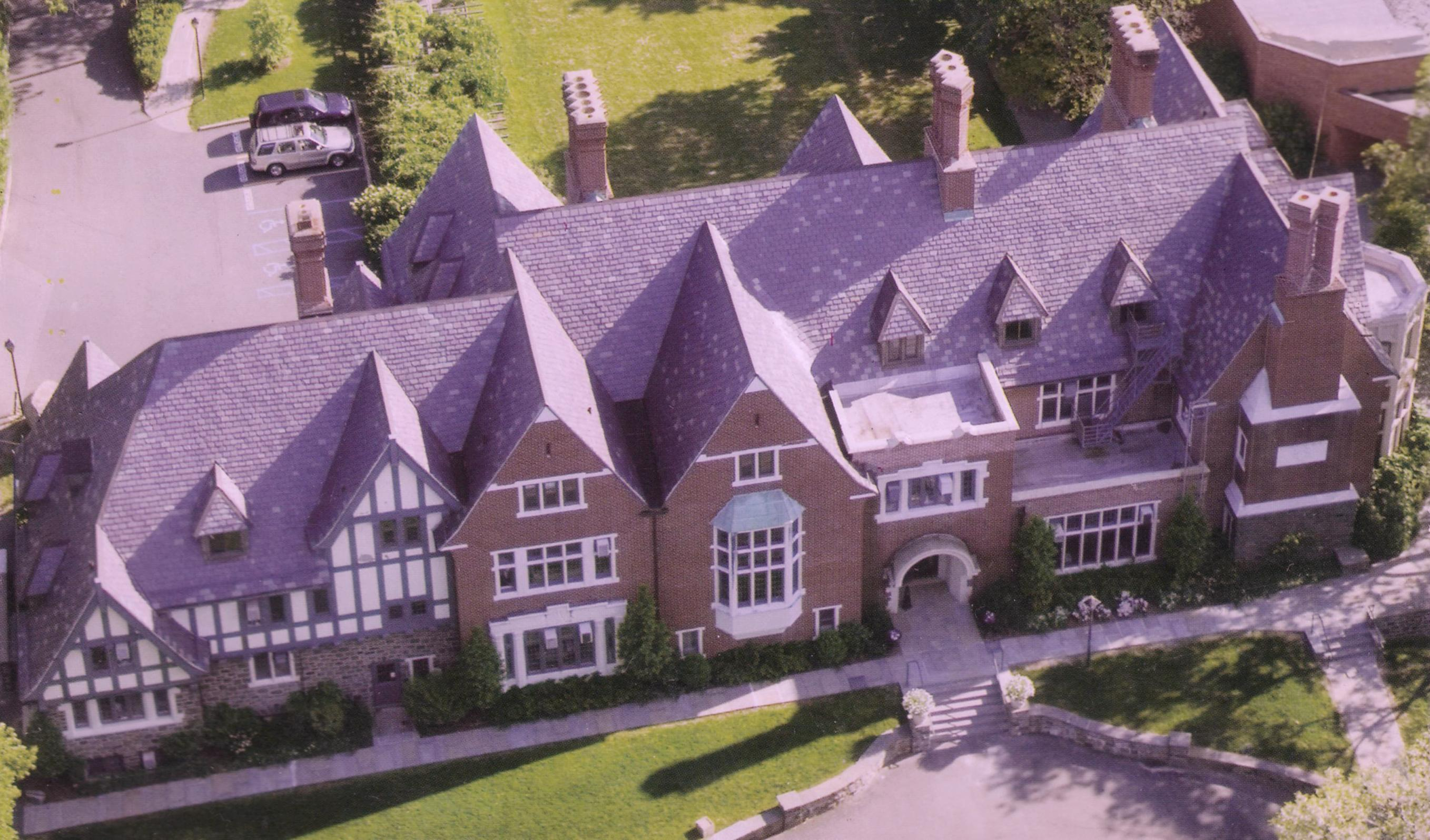
キャンパス最古の建築ウェストランズ

サラ・ローレンス大学（Sarah Lawrence College）はアメリカ合衆国ニューヨーク州ウエストチェスター郡にある私立のリベラルアーツ・カレッジである。キャンパスはニューヨークから北に電車で30分ほどのヨンカーズ市にある。1926年に女子大学として設立され、1966年からは男女共学になっている。人文科学、舞台芸術、執筆の分野で有名。

## 歴史
サラ・ローレンス大学は1926年、不動産王のウィリアム・ヴァン・ドゥーザー・ローレンス（William Van Duzer Lawrence）によって女子大学として設立された。「サラ」とは彼の妻の名前である。

## 著名な出身者
- ジョン・アヴネット - 映画監督、脚本家、プロデューサー
- ジェーン・アレクサンダー - 女優
- メリット・ウェヴァー - 女優
- アリス・ウォーカー - 作家
- ヴェラ・ウォン - ファッションデザイナー
- ジョアン・ウッドワード - 女優
- J・J・エイブラムス - テレビプロデューサー、脚本家、映画監督
- ラーム・エマニュエル - 政治家
- ケイリー・エルウィス - 俳優
- ラリサ・オレイニク - 女優
- ロビン・ギヴンズ - 女優
- クリスティアン・クラハト - 作家
- カール・タロウ・グリーンフェルド - ジャーナリスト
- ルイーズ・グリュック - 詩人、ノーベル文学賞受賞者
- ジル・クレイバーグ - 女優
- レスリー・グロスマン - 女優
- アダム・ゴールドバーグ - 俳優（卒業はしていない）
- レスリー・ゴア - 歌手
- カーリー・サイモン - シンガーソングライター
- アリス・シェリドン - 作家
- キーラ・セジウィック - 女優
- グィネヴィア・ターナー - 女優、脚本家、監督
- ジェシカ・ハーパー　女優
- ブライアン・デ・パルマ - 映画監督
- ウィン・バトラー - ミュージシャン
- ヤンシー・バトラー - 女優
- ナンシー・ヒューストン - 小説家、文学者
- キャリー・フィッシャー - 女優
- ローレン・ホリー - 女優
- リンダ・マッカートニー - 写真家
- ジュリアナ・マルグリーズ - 女優
- スーザン・メイゼラス - 写真家
- エリック・メビウス - 俳優
- オノ・ヨーコ - 芸術家（卒業はしていない）
- リー・ラジヴィル - ソーシャライト
- ティア・レオーニ - 女優
- エリザベス・ローム - 女優
- ホープ・クック - 旧シッキム王国元王妃（卒業はしていない）

## 著名な教員
- マーサ・グレアム
- マリア・ゲッパート＝メイヤー
- ウィリアム・シューマン
- スーザン・ソンタグ
- ドロシー・ディレイ
- ノーマン・デロ＝ジョイオ
- スティーヴン・ドビンズ
- マルグリット・ユルスナール
- ジョーゼフ・キャンベル